# Eruzione del Tambora del 1815
L'eruzione del Tambora del 1815 fu l'eruzione vulcanica più potente mai registrata in epoca storica, con VEI pari a 7.
Il monte Tambora si trova sull'isola di Sumbawa nell'odierna Indonesia, allora facente parte delle Indie orientali olandesi. Sebbene l'eruzione avesse raggiunto un violento climax il 10 aprile 1815, nel corso dei successivi sei mesi, fino a tre anni dopo, ci fu un incremento di vapore e avvennero piccole eruzioni freatiche. La cenere proveniente dalla colonna eruttiva si disperse in tutto il mondo e abbassò le temperature globali, facendo del 1816 il cosiddetto "anno senza estate". Questo breve periodo di cambiamenti climatici significativi innescò fenomeni meteorologici estremi e scarso raccolto in molte aree del mondo. Numerosi forzanti radiativi coincisero e interagirono in modo tanto sistematico che non si era mai osservato dopo nessun'altra grande eruzione vulcanica dall'inizio dell'Età della pietra.

## Cronologia dell'eruzione
Nel 1814 il Tambora si risvegliò dallo stato di quiescenza con boati e nubi oscure provenienti dal cratere. Nel dicembre del 1814 la nave da crociera Ternate constatò a grande distanza delle immense colonne di fumo dal vulcano; il loro diametro era così grande che, in un primo approccio, vennero identificate con parti dell'edificio vulcanico stesso. Il 5 aprile 1815 si ebbe il primo fenomeno eruttivo con boati che vennero uditi fino a Makassar nelle Sulawesi (oggi Celebes), alla distanza di 380 km, a Batavia (oggi Giacarta) in Giava a 1260 km, a Ternate sulle Isole Molucche a 1400 km dal Tambora.
Il seguente 6 aprile 1815, al mattino, cadde cenere vulcanica a Giava Orientale; i boati si susseguivano deboli e a intermittenza fino al 10 aprile. Il 5 aprile le esplosioni vennero identificate con l'utilizzo di artiglieria distante con conseguente mobilitazione di truppe a Giacarta; ma la caduta della cenere vulcanica il giorno successivo fece constatare che la causa delle detonazioni era un vulcano. Il 10 aprile 1815 incominciava la fase parossistica dell'eruzione. Il contributo del luogotenente britannico delle Indie orientali olandesi, Sir Thomas Stamford Raffles è stato prezioso, raccolse testimonianze di chi vi assistette.
La descrizione seguente del rajah (capo-tribù) di Sanngar, sopravvissuto per miracolo, è la più dettagliata.
Il 10 aprile 1815, alle 7:00 circa della sera, tre distinte colonne di fuoco eruppero dal cratere del Tambora, si unirono a grande altezza caoticamente mentre il vulcano diveniva una massa di "fuoco liquido". Alle 8:00 circa incominciava a piovere pomice di dimensioni fino a 20 cm. Alle 9:00 circa fu la volta della cenere vulcanica. Alle 10:00 un violento turbine, probabilmente una descrizione non scientifica di flussi piroclastici oppure tempeste d'aria causate da aria fredda che colmavano violentemente il vuoto di aria calda meno densa sollevatasi per l'aumento delle temperature, distruggeva Sanngar, a circa 30 km dal vulcano. Era la fine anche degli altri due regni di Tambora e Pekat, spariti dalla storia. Le onde alte fino a 4 m circa (12 piedi) furono generate da esplosioni freato-magmatiche dovute al contatto tra l'acqua del mare e i flussi piroclastici al raggiungimento delle acque. Dalla mezzanotte fino alla sera dell'11 aprile tremende esplosioni vennero udite con chiarezza fino a Sumatra, a Bengkulu, alla distanza di 1800 km, a Muko-Muko a 2000 km, nonché a Trumon, a 2600 km di distanza dal vulcano. Nuove analisi, in accordo con le date, mostrano che l'eruzione del Tambora molto probabilmente fu udita a distanze ancora maggiori, nel dettaglio a Nong Khai, distante 3352 km (2061 mi), a Vientane, distante 3368 km (2072 mi), e forse a Mukdahan, lontano 3117 km (1968 mi) . Inoltre, ad ampia scala la superficie si scuoteva terribilmente a causa di onde d'urto prodotte dalle potenti esplosioni o di onde di cedimento per il collasso della cima del Tambora e la formazione della caldera. La cenere oscurò il cielo fino a Giava Orientale e Sulawesi Meridionale, mentre un odore nitroso era percepibile a Batavia.
Le esplosioni, dalla sera dell'11 aprile 1815, divennero intermittenti e sempre meno potenti, cessando del tutto il 15 luglio. Fino al 23 aprile era impossibile vedere la sommità a causa di nubi di fumo, allo stesso modo le pendici del vulcano continuavano a fumare. Lungo alcune aree costiere della penisola di Sanngar, specialmente quelle sud-orientali, è possibile constatare gigantesche depressioni circolari. Dovrebbero essere crateri di esplosioni freato-magmatiche al momento dell'interazione tra le colate piroclastiche e l'acqua marina; se si pensa che esse raggiunsero le acque da tutti i lati della penisola, è possibile che dalle esplosioni si sia generata un'immensa coltre semi-circolare di ceneri di decine di chilometri di diametro lungo l'intera penisola.

## Entità dell'eruzione

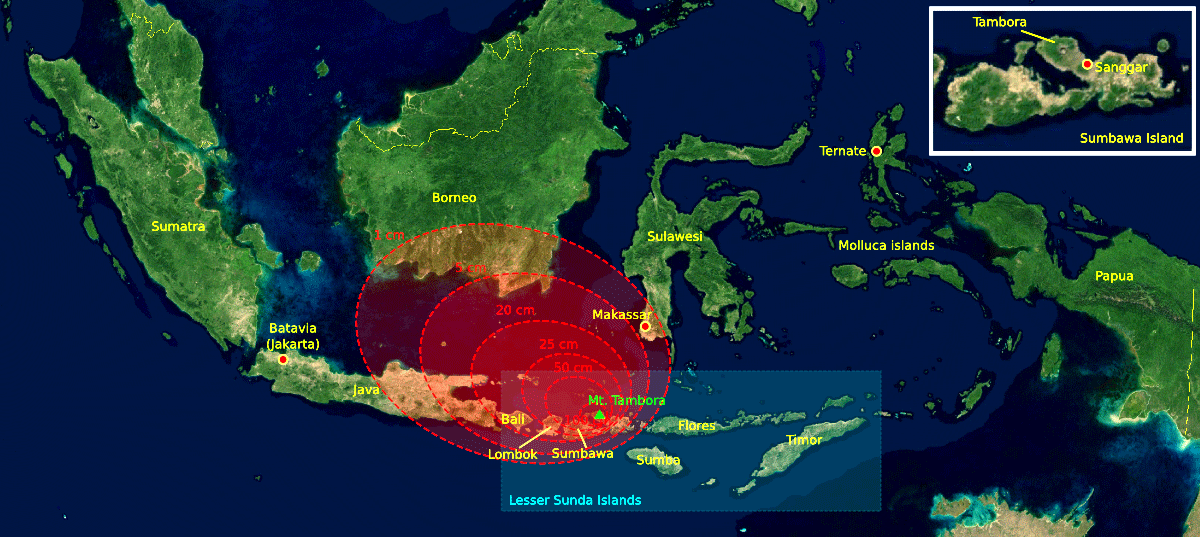
La dispersione delle ceneri emesse dall'eruzione; il forte orientamento delle ceneri verso occidente, descrivendo una curiosa ellisse, trova spiegazione in fenomeni monsonici

L'eruzione del 1815 è stata, a detta dei vulcanologi, una delle più potenti, almeno dalla fine dell'ultima Era glaciale; l'emissione di ceneri fu, quantitativamente, circa 100 volte superiore a quella dell'eruzione, pur rilevante, del monte Sant'Elena del 1980, e fu maggiore anche di quella della formidabile eruzione del Krakatoa del 1883.
Le stime sulla quantità di materiale eruttato variano considerevolmente: dagli improbabili 1000 km³ ai probabili 100-175 km³, con ~25 km³ di ignimbrite piroclastica. Il tasso di flusso di massa è compreso in un range tra 5×105 - e 8×106 m³/s. Il volume del cono sommitale andato perduto doveva essere pari ad almeno 30 km³. La densità delle ceneri cadute a Makassar era di 636 kg/m³. L'eruzione ha immesso nella stratosfera 60-80 milioni di tonnellate di anidride solforosa, ovvero 3-4 volte la quantità della medesima dell'eruzione del Pinatubo nel 1991, che pure è stata la più grande eruzione del XX secolo. Nella statosfera la sostanza si ossida e forma acido solforico, il quale si condensa formando piccole goccioline di aerosol di solfato. Questo oscura la luce solare ed è la causa primaria del sconvolgimento climatico su scala globale che seguì negli anni successivi. La circolazione tropicale favorisce ulteriormente la sua diffusione su scala planetaria. La camera magmatica è stata svuotata provocando il collasso del cono simmetrico del vulcano, alto fino a 4300 m; ne resta una caldera immensa di 6-7 km di diametro e 1300-1400 m di profondità; la sua altezza minima è di ~2300 m sul lato sud-orientale, quella massima di ~2850 m su quello orientale; ne consegue che il vulcano ha perso ben 1300-2000 m d'altezza sul livello del mare. Con questi incredibili numeri, l'eruzione del 1815 è una delle poche VEI-7 avvenute a memoria d'uomo.
Le esplosioni terminarono il 15 luglio, ma emissioni di vapore e nubi di cenere vennero osservate fino al 23 agosto. Fiamme e forti scosse di assestamento, invece, furono testimoniate ad agosto 1819, quattro anni dopo l'evento principale, e se ne possono considerare come delle propaggini finali.
La vegetazione dell'isola di Sumbawa è stata interamente distrutta da cenere, colate piroclastiche; alberi sradicati sono stati trasportati con forza nelle acque formando zattere fino a 5 km di diametro. Una zattera di pomice è stata rinvenuta nell'Oceano Indiano, vicino a Calcutta, tra l'1 e il 3 ottobre 1815.
L'energia prodotta dall'evento è davvero strepitosa: ~1,4×1020 J rilasciati in totale. Se si pensa che 1 tonnellata di tritolo rilascia ~4,2×109 J, ne consegue che l'eruzione sviluppò energia pari a 33 gigatoni, l'equivalente di ben 2 milioni di bombe atomiche Little Boy o, paragonando l'ordigno più potente mai creato dall'uomo: la Bomba Zar, a 660 volte tanto. Tra la notte del 10 e dell'11 aprile, difatti, si udirono continuamente esplosioni fino a migliaia di chilometri di distanza, vale a dire che ognuna di quelle detonazioni doveva avere una potenza di decine di megatoni. In altri termini, l'energia dell'eruzione era pari all'intero consumo di energia degli Stati Uniti in un anno, o a un quarto del consumo mondiale di energia. Altre stime parlano di 1,2×1027 erg, equivalenti a un'esplosione di 30 000 megatoni. La colonna eruttiva raggiunse nella stratosfera un'altezza pari o superiore ai 43 km. Le particelle di cenere più grosse sono cadute da una a due settimane dopo le eruzioni, mentre le particelle più fini sono rimaste nell'atmosfera per mesi o anni a un'altitudine di 10-30 chilometri. I venti longitudinali diffondono queste particelle fini intorno al globo, creando suggestivi fenomeni ottici. Tra il 28 giugno e il 2 luglio, e tra il 3 settembre e il 7 ottobre 1815, a Londra, in Inghilterra, si vedevano spesso tramonti e crepuscoli prolungati e dai colori brillanti. Più comunemente, i colori rosa o viola apparivano sopra l'orizzonte al crepuscolo e arancione o rosso vicino all'orizzonte.

## Conseguenze

### Conseguenze locali e regionali
Con la distruzione dei tre regni attorno al Tambora (Pekat, Sanngar e Tambora), a causa di flussi piroclastici e conseguenti tsunami, le vittime dirette dell'eruzione ammontano a ~12 000, secondo i rapporti conservati nelle memorie di Sir Thomas Stamford Raffles. Indirettamente, per malattie e fame dovute alla distruzione delle piantagioni, a Sumbawa si registrarono fino a 38 000 decessi, assenza di cibo e malattie eliminarono fino alla metà della popolazione dell'isola. Ma fame e malattie si diffusero fino a Lombok e Bali provocando, rispettivamente, 44 000 e 25 000 morti. Il totale delle vittime mietute nell'intera Indonesia ammonta a circa 117 000. Il totale dei morti indiretti, a livello mondiale, per gli sconvolgimenti climatici globali a cui seguirono fame e carestie, ammonta a più di 200 000 unità.
Le vittime del solo tsunami, provocato dall'interazione tra flussi piroclastici e acqua marina, ammonterebbero a ~4 600.
I rapporti che provenivano dalla regione colpita furono desolanti. Sono conservati nel giornale asiatico di quegli anni e, ancora una volta, nelle memorie di Sir Raffles. Un ufficiale del Dispatch incontrava il rajah di Sanngar e informava che Sanngar era quasi totalmente distrutta, raccolti compresi, la popolazione in larga parte sterminata e ciò che restava era sommerso dalla cenere.
Il luogotenente Philipps, giunto a Sumbawa per soccorsi umanitari, definì la situazione a Dompu e Bima scioccante e fu testimone di miseria inimmaginabile con innumerevoli cadaveri e sopravvissuti affamati. Rapportava inoltre di gravi fenomeni di dissenteria, dovuta all'interazione tra acqua e cenere, a Bima, Dompu e ciò che restava di Sanngar e per la quale numerosi erano i morti tra la popolazione e il bestiame. I sopravvissuti a Dompu cercavano a stento sussistenza da diverse specie di palme e papaye.
A Sumbawa Besar furono rinvenute delle imbarcazioni disseminate nell'entroterra a causa degli tsunami, fiancheggiate da numerosi morti.
Rapporti ulteriori informano che l'unico villaggio sopravvissuto fu quello di Tempo, con 40 abitanti; tra i villaggi di Pekat e Tambora, su un totale di ~12 000 individui, solo 5-6 scamparono agli effetti diretti dell'eruzione. Miracolosamente, riuscirono a sopravvivere due uomini e due donne, rifugiatisi su una piccola altura vicino al villaggio di Tambora; con loro, si salvarono anche pochi alberi.
La linea costiera della parte occidentale della penisola di Sanngar, ove si dice fosse ubicato il regno di Tambora, sarebbe sprofondata permanentemente di 5 metri (18 piedi).

### Conseguenze globali

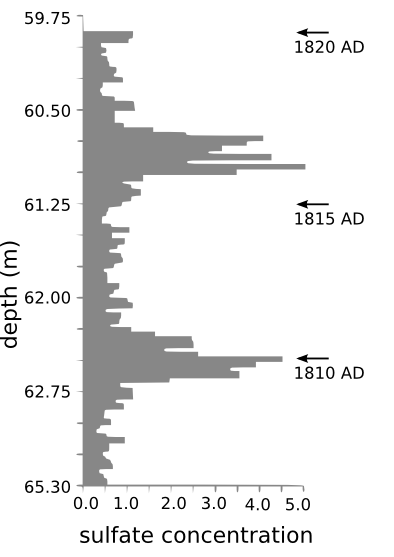
Concentrazioni di zolfo datate nel decennio 1810-1820 nelle carote di ghiaccio della Groenlandia centrale. L'eruzione del 1810 non è identificata.

L'eruzione del 1815 rilasciò da 10 a 120 milioni di tonnellate di zolfo nella stratosfera, provocando sconvolgimenti climatici a livello globale. Il metodo più efficiente per indagare il fenomeno è quello delle carote di ghiaccio, con cui è possibile ricavare dati molto interessanti sui cambiamenti climatici del passato.
Nella primavera-estate del 1816, un velo persistente di aerosol fu osservato negli Stati Uniti nordorientali, descritto come "nebbia secca". Tale fenomeno non era ordinario, erano visibili perfino le macchie solari a occhio nudo.
Nell'emisfero settentrionale vi furono condizioni climatiche estreme, tanto che il 1816 fu denominato "anno senza estate". Le temperature globali decrebbero di un valore compreso tra 0,4 e 0,7 °C. Altre stime parlando di raffreddamento globale tra 1 °C e 2,5 °C con punte di 10 °C in alcune zone. Ne seguirono fenomeni meteorologici estremi: si pensi che dopo il 4 giugno 1816, in Connecticut, vi furono vere e proprie gelate, mentre un freddo pungente colpiva il New England; il 6 giugno nevicava ad Albany e Dennysville. Tali condizioni, persistendo per almeno i tre mesi successivi, devastarono le colture del Nord America; anche il Canada subì un freddo estremo: neve fino al 10 giugno cadde a Quebec, accumulandosi fino a 10 cm. Quell'anno divenne il secondo anno più freddo nell'emisfero settentrionale dal 1400, mentre il decennio che incominciava nel 1810 fu quello più freddo mai registrato, anche a causa di altre attività vulcaniche in concomitanza a quella del Tambora. Le anomalie della temperatura superficiale durante le estati del 1816, 1817 e 1818 furono, rispettivamente, -0,51, -0,44 e −0,29 °C.
Insieme a un'estate più fredda, alcune parti d'Europa vissero un inverno più tempestoso e i fiumi Elba e  Eger - Ohře  si gelarono per un periodo di dodici giorni nel febbraio 1816. Di conseguenza, i prezzi di grano, segale, orzo e avena aumentarono drammaticamente nel 1817. Queste anomalie climatiche furono citate come le ragioni della gravità dell'epidemia di tifo 1816-19 nel sud-est dell'Europa e nel Mediterraneo orientale. Inoltre, un grande numero di capi di bestiame morì nel New England durante l'inverno del 1816-1817, mentre temperature fresche e forti piogge portarono a mancati raccolti nelle isole britanniche. Le famiglie in Galles viaggiarono per lunghe distanze come rifugiati, chiedendo cibo. La carestia si diffuse nel nord e nel sudovest dell'Irlanda, in seguito al fallimento dei raccolti di grano, avena e patate. La crisi fu grave anche in Germania, dove i prezzi alimentari aumentarono bruscamente. Nei mercati dei cereali e nelle panetterie di molte città europee ebbero luogo proteste seguite da rivolte, incendi dolosi e saccheggi. Fu la peggiore carestia del diciannovesimo secolo.
Tra le conseguenze più curiose, pare che debba ascriversi all'eruzione del 1815 l'invenzione della bicicletta: fu dovuta alla necessità di sostituire agli animali da trasporto, preda del freddo e della fame, un mezzo veloce e incondizionato. Anche i tramonti rossi e gialli di William Turner nonché la nascita del famoso Frankenstein di  Mary Shelley  sembrano essere frutto dell'eruzione.
È stato ipotizzato che l'eruzione del Tambora possa avere avuto conseguenze storiche su una battaglia epocale come quella di Waterloo per le condizioni climatiche avverse incontrate dalle truppe di Napoleone. È possibile inoltre che, in un continente devastato dalle guerre napoleoniche, l'anno senza estate e relativi fenomeni estremi siano stati fattori aggravanti di una situazione già negativa, conducendo ai moti rivoluzionari del 1820-21.

## Interpretazioni mistiche
L'eruzione fu attribuita in loco all'ira di Allah, in termini di divina retribuzione, per vendicare l'uccisione di un hadji o sceicco chiamato Seid Idrus. Nei giorni precedenti il grande evento, Seid Idrus, originario di Bengkulu, giungeva nel regno di Tambora per motivi commerciali; quando questi si intrattenne per pregare in moschea, constatò la presenza di un cane nel luogo sacro, un vero abominio per l'Islam e, nonostante seppe che il cane appartenesse al rajah (capo) stesso di Tambora, ordinò di farlo picchiare definendo diavolo e infedele chiunque profani il tempio del Signore. Quando il rajah di Tambora seppe questo, si infuriò e fece macellare il suo cane, facendolo poi servire per cena allo sceicco mascherato da capra. A cena ultimata il rajah indusse Seid Idrus, convinto di avere mangiato carne di capra, alla scoperta dell'inganno domandandogli il perché avesse mangiato carne di cane impuro; ma fu una manovra per aizzare una lite e così indurre il popolo ad osteggiare lo sceicco. Questi venne trascinato sul vulcano, percosso con pugnali e lance, lapidato e, infine, gettato in una fossa. Pare proprio che mentre gli assassini erano sulla via del ritorno in città, il vulcano cominciò ad eruttare provvidenzialmente; pareva che il fuoco inseguisse gli assassini ovunque andassero, fino al villaggio di Tambora stesso, che dopo essere stato sepolto dal fuoco sprofondava negli abissi e ciò venne interpretato come intervento soprannaturale di Allah quale vindice della morte ingiusta di un suo virtuoso fedele, ma è stato ipotizzato un ruolo fortemente incisivo del folclore locale per giustificare aristocrazie musulmane oppure per contaminare la memoria di regni avversari con cui si era spesso in guerra. Tutto questo è espresso in un poema scritto nel 1830:
Ditempuh air timpa habu 

Berteriak memanggil anak dan ibu 

Disangkanya dunia menjadi kelabu
Asalnya konon Allah Taala marah 

Perbuatan sultan Raja Tambora 

Membunuh tuan haji menumpahkan darah 

Kuranglah pikir dan kira-kira»
Torrenti di acqua mista a cenere discendevano 

Bambini e madri piangevano e urlavano 

Credendo che il mondo stesse andando in cenere
Venne detto che la causa fu l'ira di Dio Onnipotente 

All'atto del Re di Tambora 

nell'assassinare un degno pellegrino, spargendo il suo sangue 

avventatamente e senza riguardi»
Tra le altre interpretazioni della catastrofe, alcuni locali parlarono di una lotta tra jinn - demoni e le anime di defunti in prova tra le montagne prima di accedere in paradiso, oppure di matrimoni celesti con l'impiego di artiglieria sovrannaturale per i festeggiamenti.

## Effetti di un'eruzione VEI-7 su piccola e larga scala

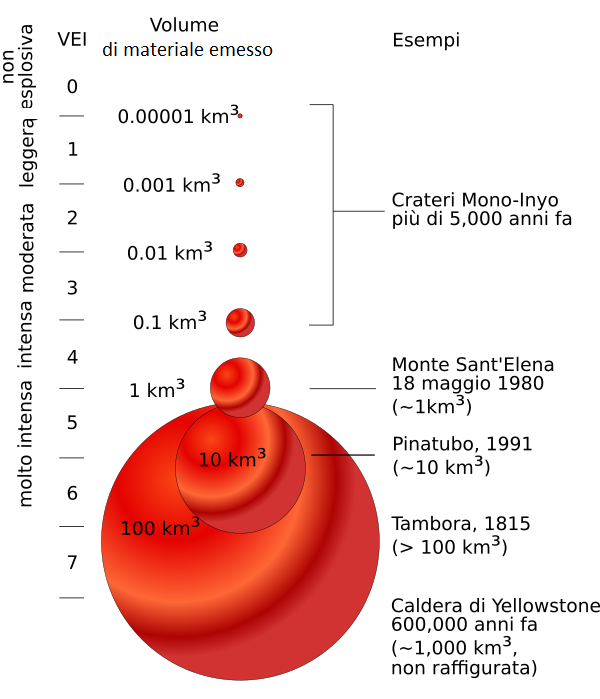
Alcune eruzioni VEI in scala, comprese quelle del Tambora (1815) e del Pinatubo (1991).

Un'eruzione della portata di quella del 1815 avrebbe, di nuovo, conseguenze globali.
Uno studio effettuato nel 2017 ha simulato gli effetti di un'eruzione VEI-7. Sono stati presi in considerazione effetti diretti e indiretti. Tuttavia, è azzardato ipotizzare scenari certi nell'eventualità di un'eruzione di quella portata, ancora più lo è il quando. Il modello di riferimento è l'eruzione recente del Pinatubo del 1991, che con "soli" 10 km³ di materiale eruttato ha abbassato la temperatura globale di 0,1-0,2 °C.
Tra gli effetti diretti sono stati menzionati i flussi piroclastici. Nelle eruzioni più violente, essi possono viaggiare fino decine di chilometri dal vulcano, nei casi più estremi hanno rasentato il centinaio di chilometri di distanza dalla fonte dell'eruzione; quelli del Tambora giunsero fino a Sanngar, distante 30 km circa dal cratere. Se il vulcano è ubicato in una penisola, oppure è un'isola vera e propria, i flussi piroclastici, giungendo in mare, possono produrre tsunami per esplosioni freato-magmatiche; anche in questo caso il Tambora non si smentisce in quanto, circondato dal mare, ha prodotto tsunami fino a 4 m d'altezza. Cenere e pomice nei dintorni del vulcano possono ricoprire la superficie per diversi metri, diminuendo proporzionalmente alla distanza, ma la cenere, depositandosi, può provocare il collasso di fabbricati anche a lungo raggio. Da considerare l'eventualità di ghiacciai prossimi alla sommità, ne deriverebbero lahar - colate in grado di devastare le aree limitrofe pesantemente. Gli effetti diretti di una VEI-7 da soli possono distruggere potenzialmente, in un mondo ben più denso demograficamente, milioni di persone.
Tra gli effetti indiretti sono considerati problemi relativi al traffico aereo a causa della pesantissima emissione di cenere, con incidenti in grado di costare molte vite e con forti ricadute economiche, anche solo per la riparazione dei componenti danneggiati dalla cenere. Inoltre, la cenere può provocare l'arresto di energia elettrica data la vulnerabilità dei trasformatori, uno degli effetti più gravi in considerazione della forte dipendenza dall'energia elettrica; incerti invece gli effetti su computer e semiconduttori, apparentemente resistenti a meno che la cenere non sia umida. Veicoli e macchinari risultano probabilmente molto vulnerabili anche se ben protetti; i primi lo sono alla cenere nei motori, i secondi all'abrasione, che può provocare l'arresto di alimentazione di intere infrastrutture. Paradossalmente, la complessità dell'odierna società è in grado di aggravare gli effetti di una VEI-7 rispetto ai secoli precedenti; nel passato le comunità erano più o meno autosufficienti, oggi la logistica è in grado di trasportare alimenti con celerità per prevenire le carestie, ma resta pur sempre vulnerabile.
Tra i rimedi, per quanto riguarda gli effetti diretti poco può essere fatto a oggi, se non l'evacuazione della popolazione residente nelle aree più prossime. Anche relativamente agli effetti indiretti e a lungo termine e raggio ancora poco si può fare, ma è necessario trovare una soluzione interdisciplinare a più settori della società.